# Vincenta Da Ponte
Vincenta Da Ponte (fl. XVIII secolo) è stata una compositrice, cantante e musicista italiana.

## Biografia
Fu membro del coro, o scuola di musica, dell'Ospedale della Pietà di Venezia durante il mandato di Bonaventura Furlanetto come direttore musicale. Le sue origini sono sconosciute, ma il suo cognome indica che era un membro di una famiglia patrizia e non una trovatella, come lo erano la maggior parte degli studenti dell'Ospedale; di conseguenza, sarebbe stata una studentessa pagante o avrebbe ricevuto una borsa di studio.
Come compositrice, Da Ponte è nota solo per un insieme inedito di quattro danze incluse in una raccolta di monferrine composte intorno al 1775; il manoscritto è conservato al Conservatorio Benedetto Marcello di Venezia.
Da Ponte è una delle cinque compositrici note per essersi formate nel coro dell'Ospedale, le altre sono Anna Bon e le trovatelle Agata, Michielina e Santa della Pietà.